# Ubikvitinilna hidrolaza 1
Ubikvitinilna hidrolaza 1 (EC 3.4.19.12, ubikvitin C-terminalna hidrolaza, kvaščana ubikvitinska hidrolaza) je enzim. Ovaj enzim katalizuje sledeću hemijsku reakciju
Tio-zavisna hidroliza estarskih, tioestarskih, amidnih, peptidnih i izopeptidnih veza formiranih preko C-terminalnog Gly ubikvitina
Ovaj enzim brže razlaže polipeptide sa manje od 60 ostataka.

## Spoljašnje veze
- Ubiquitinyl+hydrolase+1 на 